# DAR 10 (航空機)
DAR 10
- 用途：軽爆撃機、偵察機
- 設計者：Zvetan Lazarov, Darzhavna Aeroplanna Rabotilnica（国営航空機工廠）
- 製造者：Dŭrzhavna samoletna fabrika (国営航空機工場)
- 運用者：ブルガリア空軍
- 初飛行：1941年7月
- 生産数：2
- 運用状況：試作のみ

DAR 10 (ДАР 10) は、ブルガリアの軽爆撃機/偵察機である。

## 設計と開発
DAR 10は1938年に首都ソフィア近郊のボジュリシュテにあるDAR（Darzhavna Aeroplanna Rabotilnica：国営航空機工廠）でツヴェタン・ラザロフにより設計された。
単発複座の片持ち式低翼単葉機という保守的な設計のDAR 10は、パイロットと銃手が閉鎖式コックピットにタンデムに座り、尾輪式の固定降着装置を持ち、主翼は木製構造材に合板の表皮で、フラップは備えていなかった。
比較的幅と深さがある胴体は鋼管フレームとウッドフォームに羽布張りという構造で機首に星型エンジンを搭載し、金属製3枚ブレードのプロペラを使用していた。
異なるエンジンを搭載した2機の試作機が、ロヴェチのDSF(国営航空機工場)にて製作された：
- DAR 10A Bekas (ブルガリア語: "シギ"), 出力950 hp (709 kW)のアルファロメオ 128 R.C.21 9気筒 星型エンジンを搭載。この初号機は1941年7月2日に初飛行を行った[1]。4丁の機関銃（2丁の前方固定と後部銃座に2丁）を装備するように設計されており、主翼下面には5発の100kg爆弾を搭載可能であった。また、1門の20 mm 機関砲を胴体前部に搭載することも計画された。

この機体は1942年10月に墜落した。飛行特性は良好であったがこの型は量産型には選ばれず、代わりに高翼機のKB-11 Fazanが量産されることになった。
- DAR 10F （"F" はフィアット製エンジンを示す）出力870 hp (649 kW)のFiat A 74 R.C.38 14気筒 星型エンジンを搭載。この機体は1945年3月に初飛行[1]。DAR-10Aよりも多少重く、長くなっていたが、最大速度は454 km/h (282 mph)を発揮した。強固な構造とダイブブレーキにより急降下爆撃機としても使用することができ、武装は前方向きに胴体に固定された2門の20 mm機関砲、主翼に2丁の機関銃、後部座席に2丁の機関銃を装備していた。1発の500 kg (1,100 lb)か1 x 250 kg (551 lb)と4 x 100 kg (110 lb)を胴体下と主翼下に搭載可能であった[1]。

DAR-10は量産機には選ばれなかった。ドイツのユンカース Ju 87の方が好まれたために見送られたという情報もある。改良型のDAR-10Fは第二次世界大戦が終結するまで採用されず、ブルガリアはイリューシン Il-2やIl-10といった近代的なソビエト連邦製航空機の豊富な供給を受けられるようになった。

## 派生型
DAR-10A
アルファロメオ製星型エンジンを搭載した最初の試作機
DAR-10F
フィアット製星型エンジンを搭載した2番目の試作機

## 運用
ブルガリア
- ブルガリア空軍

## 要目 (DAR-10)
出典: Jane's Aircraft Recognition Guide 
諸元
- 乗員: 2
- 全長: 9.54 m （31.3 feet）
- 全高: 3.3 m （10.8 feet）
- 翼幅: 12.20 m（40.0 feet）
- 翼面積: 22.2 m2 （239 ft2）
- 空虚重量: 1,843 kg （4,063 lb）
- 運用時重量: 2,570 kg （5,666 lb）
- 動力: アルファロメオ 128 R.C.21 空冷 星型エンジン、708 kW （950 hp）   × 1

性能
- 最大速度: 410 km/h  255 mph
- 航続距離: 1,170 km  727 miles
- 実用上昇限度: 7,250 m （23,785 feet）

武装
- 固定武装: 
2 × 7.92 mm 機関銃（主翼）
2 × 7.7 mm 機関銃（後部銃座）
1 × 20 mm 機関砲（機首） (?)
- 爆弾: 500 kg